# Rapala tara
Rapala tara är en fjärilsart som beskrevs av De Nicéville 1889. Rapala tara ingår i släktet Rapala och familjen juvelvingar. Inga underarter finns listade.

## Bildgalleri

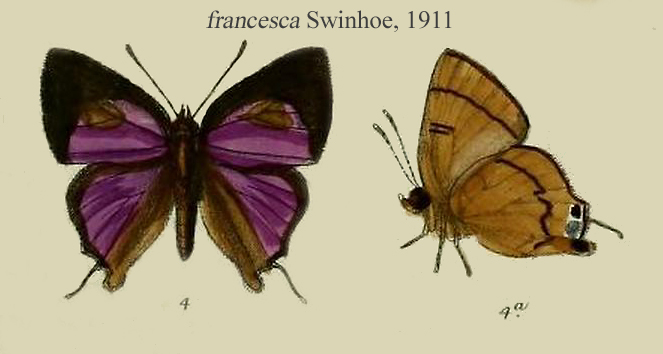
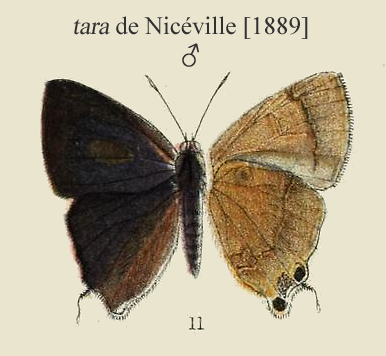